# احمد شدید قناوی
احمد شدید قناوی (عربی: أحمد شديد قناوي؛ زادهٔ ۱ ژانویهٔ ۱۹۸۶) یک ورزشکار اهل مصر است.
از باشگاه‌هایی که در آن بازی کرده‌است می‌توان به باشگاه ورزشی الاهلی مصر، و باشگاه فوتبال المصری، باشگاه ورزشی الاهلی مصر، و تیم ملی فوتبال مصر اشاره کرد.
وی همچنین در تیم ملی فوتبال مصر بازی کرده است.